# KCNAB1
KCNAB1 (англ. Potassium voltage-gated channel subfamily A member regulatory beta subunit 1) – білок, який кодується однойменним геном, розташованим у людей на короткому плечі 3-ї хромосоми.  Довжина поліпептидного ланцюга білка становить 419 амінокислот, а молекулярна маса — 46 563.
| 10         |  | 20         |  | 30         |  | 40         |  | 50         |
| ---------- |  | ---------- |  | ---------- |  | ---------- |  | ---------- |
| MLAARTGAAG |  | SQISEENTKL |  | RRQSGFSVAG |  | KDKSPKKASE |  | NAKDSSLSPS |
| GESQLRARQL |  | ALLREVEMNW |  | YLKLCDLSSE |  | HTTVCTTGMP |  | HRNLGKSGLR |
| VSCLGLGTWV |  | TFGGQISDEV |  | AERLMTIAYE |  | SGVNLFDTAE |  | VYAAGKAEVI |
| LGSIIKKKGW |  | RRSSLVITTK |  | LYWGGKAETE |  | RGLSRKHIIE |  | GLKGSLQRLQ |
| LEYVDVVFAN |  | RPDSNTPMEE |  | IVRAMTHVIN |  | QGMAMYWGTS |  | RWSAMEIMEA |
| YSVARQFNMI |  | PPVCEQAEYH |  | LFQREKVEVQ |  | LPELYHKIGV |  | GAMTWSPLAC |
| GIISGKYGNG |  | VPESSRASLK |  | CYQWLKERIV |  | SEEGRKQQNK |  | LKDLSPIAER |
| LGCTLPQLAV |  | AWCLRNEGVS |  | SVLLGSSTPE |  | QLIENLGAIQ |  | VLPKMTSHVV |
| NEIDNILRNK |  | PYSKKDYRS  |  |            |  |            |  |            |

A: Аланін

C: Цистеїн

D: Аспарагінова кислота

E: Глутамінова кислота

F: Фенілаланін

G: Гліцин

H: Гістидин

I: Ізолейцин

K: Лізин

L: Лейцин

M: Метіонін

N: Аспарагін

P: Пролін

Q: Глутамін

R: Аргінін

S: Серин

T: Треонін

V: Валін

W: Триптофан

Кодований геном білок за функціями належить до оксидоредуктаз, іонних каналів, потенціалзалежних каналів. 
Задіяний у таких біологічних процесах як транспорт іонів, транспорт, транспорт калію, альтернативний сплайсинг. 
Білок має сайт для зв'язування з калію, НАДФ. 
Локалізований у клітинній мембрані, цитоплазмі, мембрані.